# 安德罗尼科·罗德里格斯
安德罗尼科·罗德里格斯·莱德斯马（西班牙語：Andrónico Rodríguez Ledezma，1988年11月11日—）是玻利维亚古柯种植者维权人士、政治学家、政治人物及工会领袖，自2020年起担任参议院主席。他是争取社会主义运动的成员，现任科恰班巴省参议员。罗德里格斯长期活跃于古柯种植者工会体系，曾于2015至2016年任“9月21日工人中心”总书记，2016至2018年任“马莫雷·布洛·布洛联邦工会”执行秘书，并历任多个基层职务。自2018年起，他担任“科恰班巴热带地区六大联邦”副主席，并于该组织长期领导人埃沃·莫拉莱斯缺席期间于2019至2020年间代理主席一职。

## 早年生活和职业生涯
安德罗尼科·罗德里格斯具有克丘亚血统，1988年11月11日出生于科恰班巴省萨卡瓦，在四个兄弟姐妹中排行第三（倒数第二）。他的父母是卡洛斯·罗德里格斯与辛福罗萨·莱德斯马。他从一年级到三年级就读于萨卡瓦的唐博斯科·德梅尔加学校，随后随家人迁至科恰班巴热带地区的古柯种植区恩特雷里奥斯。他在该市完成中等教育，并于2006年毕业于何塞·卡拉斯科学校，之后在“拉迪斯劳·卡夫雷拉上校第33步兵团”服完义务兵役。罗德里格斯自幼深受父母政治活动的影响。其父是当地古柯种植农民中的知名农民领袖，母亲则曾在曼科·卡帕克工会担任会议记录秘书，在当时女性参与工会事务仍属罕见。
童年时期，罗德里格斯常陪同父亲参加工会会议，逐渐熟悉查帕雷古柯种植者的领导风格，甚至参与了由古柯种植者发起的罢工和封锁行动，抗议美国支持的古柯根除计划。这段经历激发了他追求高等教育的愿望。他进入科恰班巴的市立圣西蒙大学学习，并于2012年获得政治学学士学位。在校期间他仍积极参与工运活动，曾任该校学生青年工会主席。毕业后不久他加入了科恰班巴热带地区六大联邦这一全国最大的古柯种植者工会组织，并担任该组织大学事务理事会主席。
此后几年，罗德里格斯迅速在古柯种植者工会体系中崭露头角。他于2013年接替母亲担任曼科·卡帕克的工会会议记录员职务，并于2014年出任“9月21日工人中心”对外关系秘书，后于次年升任该组织的总书记。2016年，他当选为马莫雷·布洛·布洛联邦工会执行秘书并连任两届。作为该组织代表，他曾两次在六大联邦第十三与第十四届大会上参选协调委员会副主席。他在2016年首次参选时获得184票位列第三，后于2018年再次参选并成功当选，当时他获得1,020名代表支持。作为副主席，他成为领导人埃沃·莫拉莱斯的副手，而莫拉莱斯当时已领导该组织逾二十年。
罗德里格斯担任副主席后其公众知名度迅速上升，《Infobae》记者图菲·阿雷报道指出：“自2018年9月当选以来，罗德里格斯几乎总是在埃沃·莫拉莱斯左右……这个年轻人已成为总统在其最强势地区（查帕雷）的最信任人物。”在罗德里格斯主持莫拉莱斯第三次连任竞选启动仪式的同时，媒体已纷纷将其视为这位任期最长总统的潜在接班人，红色一号电视台甚至称他为“莫拉莱斯的继承人”。对此罗德里格斯本人否认这种说法，认为“继承人”的标签带有“君主制色彩”，他表示自己是“玻利维亚社会主义运动更新的一部分”，并强调“领导力是靠实践建立的，而非任命或法令指定。

## 参议院

### 选举
罗德里格斯于2019年首次踏入国家政治舞台，代表埃沃·莫拉莱斯领导的争取社会主义运动—争取人民主权政治机构参选参议员，角逐科恰班巴省席位。争取社会主义运动在该省大获全胜，赢得近六成选票。尽管在地方胜选，全国范围却因涉嫌选举舞弊引发质疑导致大规模反对抗议，最终在一个多月后促使莫拉莱斯辞职并流亡国外。莫拉莱斯离境后，罗德里格斯成为六大联邦的临时领袖，借此领导古柯种植者发起抗议行动，反对使前总统被迫下台。尽管部分同僚呼吁仿效“切·格瓦拉式”的武装起义，但他拒绝采取更激进的手段。
随着新选举定于2020年举行且莫拉莱斯被禁止参选，罗德里格斯迅速成为争取社会主义运动总统候选提名的热门人选。莫拉莱斯下台仅一个多月，争取社会主义运动科恰班巴省青年组织即提名罗德里格斯为总统候选人。随后《Página Siete》发布的民调显示，在多位反对派候选人中罗德里格斯领先。2020年1月，由亲争取社会主义运动工会组成的“团结协议”联盟提名前外交部长、“艾马拉同志”戴维·乔克万卡为首选总统候选人，并提议由“克丘亚同志”罗德里格斯担任副总统搭档。但该方案遭到莫拉莱斯否决，他认为罗德里格斯“太年轻”而难以胜任该职。最终前总统决定由路易斯·阿尔塞出任总统候选人，乔克瓦恩卡为副手，并称罗德里格斯的让位是“青年团体必须作出的牺牲”。
虽未能参与总统竞选，罗德里格斯仍以参议员候选人身份参选，在党内候选名单上排名第三。由于莫拉莱斯本人参议院选举资格被取消，罗德里格斯一度被视为其潜在替代人选，在选情胶着的情况下具备更强竞争力。最终另一位古柯种植者工会领袖莱昂纳多·洛萨被选为该省名单的首位候选人。尽管如此，争取社会主义运动在科恰班巴省赢得压倒性胜利，其得票率甚至超过前一年，使该党赢得该省四个参议院席位中的三个。